# ISO 3166-2:NI
Kódy ISO 3166-2 pro Nikaraguu identifikují 15 departmentů a 2 autonomní regiony (stav v roce 2015). První část (NI) je mezinárodní kód pro Nikaraguu, druhá část sestává ze dvou písmen identifikujících department nebo region.

## Seznam kódů
```
NI-AN 
Región Autónoma de la Costa Caribe Norte
 (Puerto Cabezas)
NI-AS 
Región Autónoma de la Costa Caribe Sur
 (Bluefields)
NI-BO 
Boaco
 (Boaco)
NI-CA 
Carazo
 (San Marcos)
NI-CI 
Chinandega
 (Corinto)
NI-CO 
Chontales
 (Juigalpa)
NI-ES 
Estelí
 (Estelí)
NI-GR 
Granada
 (Granada)
NI-JI 
Jinotega
 (Jinotega)
NI-LE 
León
 (León)
NI-MD 
Madriz
 (Somoto)
NI-MN 
Managua
 (Managua)
NI-MS 
Masaya
 (Masaya)
NI-MT 
Matagalpa
 (Matagalpa)
NI-NS 
Nueva Segovia
 (Ocotal)
NI-RI 
Rivas
 (Rivas)
NI-SJ 
Río San Juan
 (San Carlos)
```